# 중앙동 (서귀포시)
중앙동(中央洞)은 대한민국 제주특별자치도 서귀포시의 행정동이다. 법정동 서귀동 일부를 관할한다. 면적은 서귀포시에서 가장 작은 0.35km2이며, 인구는 2011년 3월 31일을 기준으로 네번째로 적은 2,245세대, 4,534명이다.

## 개요
중앙동은 서귀포시내 중심지역에 위치하여 동명백화점과 목화백화점, 매일올레시장 등 상가가 밀집된 지역이다. 법률 제3425호(1981년 4월 13일 공포)에 의해 서귀읍 일원과 중문면을 통합하여 서귀포시를 설치(1981년 7월 1일)할 때 이루어진 12개 동 중 하나로, 서귀동의 일부로 이루어진 동(옛 서귀1·2리의 일부)이다. 중앙동의 중앙은 서귀포 옛 시가지 중앙에 위치해 있다는 데서 유래한 것이다.

## 관광
인근 관광지로 정방폭포는 도보로 10분, 천지연폭포는 20분 거리에 위치하여 있다.
- 목화백화점
- 동명백화점